# 宰格萬省
宰格萬省（阿拉伯语： Wilāyat Zaghwān 發音：[zɑʁˈwe̞ːn]）是突尼西亞東北部的一個省。面積2,768平方公里，2004年人口160,963人。首府宰格萬。下分六縣。